# یواس‌اس وینگد ارو (ای‌پی-۱۷۰)
یواس‌اس وینگد ارو (ای‌پی-۱۷۰) (به انگلیسی: USS Winged Arrow (AP-170)) یک کشتی بود که طول آن ۴۵۹ فوت ۲ اینچ (۱۳۹٫۹۵ متر) بود. این کشتی در سال ۱۹۴۳ ساخته شد.